# Parc national Beelu
Le parc national Beelu est situé dans la lointaine banlieue est de Perth, capitale de l'Australie occidentale, au sud de Mundaring et à l'ouest de la Mundaring Weir Road. Il fait partie du groupe de parcs connus comme les « parcs de la chaîne Darling ». Le parc a été anciennement nommé Mundaring National Park.
Le Mundaring National Park a été créé en 1995 dans le cadre de la protection des forêts de l'État. Le parc a été rebaptisé en 2008 en signe de reconnaissance des propriétaires traditionnels de la région. Le mot Beelu est dérivé du nom Noongar pour rivière ou ruisseau. Le peuple Beelu vivait dans la région délimitée par les rivières Helena, Swan et Canning.
Le parc possède une abondante flore indigène, comme des Jarrah, Marri, Zamia, Banksia grandis, Casuarinaceae et Xanthorrhoea.

## Installations
Le parc offre des toilettes, des barbecues, des tables de pique-nique et nombre de sentiers pédestres et VTT. Un centre d'information est ouvert dans le parc entre 10 h 00 et 16 h 00 et délivre conseils et rafraîchissements aux visiteurs. Un belvédère situé à South Ledge offre un point de vue sur les lacs Mundaring Weir et CY O'Connor. Le plus gros chêne d'Australie-Occidentale se trouve dans le parc. Deux campings y sont disponibles.